# Анастасія Многогрішна
Анастасія Якимівна (пом. 1684) — дружина лівобережного гетьмана Дем'яна Ігнатовича Многрішного, з яким мала шістьох дітей (Петро, Іван, Яків, Олена та ще 2 доньки).
Про походження жінки майже нічого невідомо, крім того, що її брат був зятем переяславського полковника Родіона Дмитрашки, а сестра, за даними Вадима Модзалевського й Володимира Кривошеї, пошлюбилась з генеральним хорунжим Василем Свириденком. 
Анастасія була освіченою, про що свідчить перелік книг, взятих на заслання в Сибір: «книга печатная Житие Ивана Рыльского, книжица Новой завет киевской печати, книжица о тайне и о покаянии киевской печати, часослов маленкой печатной, книшка, а в ней молитва утренняя, Благодатной хлеб, псалтырь учебная, книшка молитвенник». Певно, вона планувала вчити грамоті своїх дітей.  